# Himni i Flamurit
Himni i Flamurit (hrv.: "Himna zastavi") je državna himna Republike Albanije. Stihove je napisao albanski pjesnik Asdreni, pravim imenom Aleks Stavre Drenova, te ih 21. travnja 1912. objavio u Liri e Shqipërisë ("Sloboda Albanije"), albanskim novinama tiskanim u Sofiji. Asdreni je pjesmu kasnije u Bukureštu objavio u svojoj zbirci pjesama Ëndra e lotë ("Snovi i suze").
Glazbu himne skladao je u 19. stoljeću Rumunj Ciprian Porumbescu za pjesmu "E scris pe tricolor unire". Glazbu je 1912. izabrao albanski parlament kako bi je pridodao Asdrenijevim stihovima. Od 21. listopada 1998. himna nosi službeni naziv Rreth Flamurit të Përbashkuar ("Ujedinjeni pod jednom zastavom").
Navod iz himne:
| „             | Ujedinjeni pod barjakom, s jednom željom i namjerom, svi Njemu zaklinjajući, za spas zavjet davajući. | ” |
| — prva kitica | |   |